# 서우펑향

서우펑향의 위치

서우펑향(한국어: 수풍향, 중국어: 壽豐鄉, 병음: Shòufēng Xiāng)은 중화민국 화롄현의 향이다. 넓이는 218.4448km2이고, 인구는 2015년 8월 기준으로 18,161명이다.

## 지리
서우펑향은 화롄현 동부에 위치하고, 북쪽은 지안향과 서쪽은 슈린향과 서남쪽은 완룽향과 남쪽은 펑린진, 펑빈향과 각각 접하고, 동쪽은 태평양에 접하고 있다. 화롄 해양공원이 있어 관광 자원의 혜택을 받고 있다. 지형은 복잡하게 이루어져 있으며, 서쪽의 중양산맥과 동쪽의 하이안산맥에 끼어 있는 종곡 평원으로 구성되어 있다. 향내에는 무과시(木瓜溪), 즈야간시(知亞干溪), 라오시(荖渓) 등, 화롄시(花蓮渓)의 지류가 흐르고 있다.

## 역사
서우펑 향은 옛날에는 아메이족의 거주지이며, 한족은 명의 영락 연간부터 진출하였다. 본격적인 개발은 청대로부터이고, 청말에는 남, 중, 북 3로가 설치되어 이곳의 교통의 발전에 기여하였다. 일본 통치 시대, 타이완 총독부에 의해 일본인의 타이완 동부 지구로의 이민이 추진되어 도요타 촌(豊田村), 하야시다 촌(林田村)의 이민 취락이 설치되어 고토부키 촌(寿村)이 설치되었다. 1920년의 타이완 지방제 개편 때 고토부키 구(寿区)로서 개편되었고, 1937년에는 고토부키 장(寿庄)으로 개칭되어 가렌코 청 가렌 군의 관할이 되었다. 전후에는 寿와 도요타의 豊을 조합해 화롄 현 장수 서우펑 향으로 개편되어 현재에 이르고 있다.

## 교육
- 국립 둥화 대학

## 교통
- 타이완 철로관리국 타이둥선